# Mont Kitchener
Le mont Kitchener est une montagne située en bordure septentrionale du champ de glace Columbia au sein du parc national de Jasper, dans les  Rocheuses canadiennes.
Le mont Kitchener était à l’origine nommé mont Douglas par John Norman Collie d’après David Douglas. En 1916, la montagne est renommée d’après Lord Kitchener, tué pendant la Première Guerre mondiale.

## Voies
Les cotations sont données selon l'échelle nord-américaine :
- SouthWest Slopes (voie normale) I ;
- Grand Central Couloir V 5.9 ;
- Ramp Route V 5.8.

## Ascensions notables
- Août 1975 : Grand Central Couloir (V 5.9 WI5[Quoi ?], 1 050 m) par Jeff Lowe et Michael Weis[1].